# Megan Griffin
Megan, também conhecido como "Meg" Griffin, (1º de março de 1987) é uma personagem fictícia e a filha mais velha de Lois e Peter Griffin, e a irmã de Chris e Stewie Griffin. Ela está atualmente participando de James Woods Regional High School. Meg explica em "A Fistful of Meg" que seu pai mudou sua certidão de nascimento para "Megatron" depois que sua mãe já havia selecionado Megan. Apesar disso, ela ainda é comumente chamado de Megan, como por Mr. Berlerem "Deixe-nos ir ao Hop".
Meg é uma garota com problemas de personalidade, é considerada feia (dependendo do ponto de vista), gorda e baixinha, além de, muitas vezes, outras pessoas pensarem que ela é um garoto.
Além disso, é constantemente desprezada por seus pais, Peter e Lois, e se esforça ao máximo para parecer popular na escola, raramente conseguindo.
Entre os poucos personagens da série que a respeitam estão Chris (apesar de ele provocar ela por brincadeira de vez em quando), Stewie, Brian, Prefeito Adam West, Joe, Tom Tucker e Quagmire, com os quais (com exceção de seus irmãos, Chris e Stewie) já teve relacionamentos amorosos.

## Biografia
Quando Family Guy estreou em 1999, sua idade é assumido como sendo quinze anos de idade, embora  nunca é estabelecida. Ela é assumido mais tarde a ser dezesseis pelos acontecimentos em "Eu nunca encontrei o homem morto", quando ela começou a sua carteira de motorista e permaneceu nessa idade ao longo prazo inicial do show. Ela oficialmente dezessete anos no "de Peter Two Dads" e dezoito no "Quagmire e Meg". Ela comemorou um aniversário não especificado no "Papa tem um Rollin 'Son".
Meg foi originalmente descrito como o "doce, filha adolescente" que normalmente assumiu a culpa pelas coisas terríveis feitas pelos outros membros de sua família. No entanto, ao longo dos anos, os escritores despojado Meg baixo para uma adolescente desesperada que quase não é notado por sua família.
Meg também é frequentemente alvo de piadas e vários pedaços de má sorte em episódios, aparentemente mais do que o resto da família. Os grifos são mostrados evitando sua companhia no "Jungle Love", depreciando-la pessoalmente e reunindo em seu quarto para ler o diário dela para risos em "Stuck Together, Torn Apart".
Os vizinhos também não gostam abertamente Meg. Joe incentivou Lois para mantê-lo de cair um cano de esgoto gigante "Estoiro é difícil de fazer", dizendo-lhe "fingir que sou seu filho"; quando pega Lois 'desliza um pouco, Joe grita "Não Meg! Não Meg!" Este pode ter mais a ver com a percepção de Joe que Lois não gosta de Meg do que com sentimentos de Joe sobre ela, pois, como visto em "A mão que balança o cadeira de rodas", Joe disse que ele gostava de Meg, e sentiu genuíno remorso que ela teve foi ferido correndo na frente de seu carro. Quagmire tenta agir em uma atração sexual por Meg em "Quagmire e Meg", apesar de ter quase três vezes a sua idade.

## Aparência
Meg é relativamente banal na aparência, ostentando cabelos na altura dos ombros marrom, braços visualmente curtas, a falta de curvas e quase sempre usando um chapéu cor de rosa. A maioria dos personagens na série sempre considerar o seu grotesco. Ela usa a tampa sob o seu chapéu superior amarela no número de abertura de baile do show. Ela tem sido visto sem seu chapéu sobre em um punhado de episódios de extremamente pequenos períodos de tempo. No entanto, em "Untitled Griffin História da Família", ela é vista sem seu chapéu, enquanto ela está em pijamas para mais do mesmo. Ela parece ter herdado a forma de seu nariz e cabeça de sua mãe, e seu cabelo castanho e miopia de seu pai. No episódio 8 da temporada 12, é revelado que a Meg usa sempre o chapéu na cabeça porque o coração dela não nasceu no sítio correto, mas sim na cabeça.

## Vida Pessoal
Meg tenta desesperadamente fazer parte da turma legal, e é friamente rejeitada. Ansiosa para a aceitação, ela é mostrada em duas histórias inadvertidamente recrutados por um culto religioso, e aceitando um convite para se juntar a um confuso grupo de aliança de Lesbicas da sua escola. Também foi mostrado que, quando ela realmente fica em uma posição de namoro, ela forma um aperto mentalmente instável para essa pessoa. Ela também vai para grandes comprimentos, tais como sequestro, forçando o sexo, e que vivem em negação de break-ups ou outras atividades. Ela também vai tentar desesperadamente para obter sexo em alguns casos; por exemplo, em "Untitled Griffin História da Família ", ela perguntou a um grupo de ladrões invadindo a casa para estuprá-la, para sua aversão, até o ponto em que a acusaram de assédio sexual e conseguiu prendê-la. No entanto, em alguns episódios Meg é representada com seus amigos em uma festa do pijama, e fofocando sobre meninos; em episódios posteriores essas meninas são caracterizados como perdedores dateless como Meg.